# Damon Knight
Pour les articles homonymes, voir Knight.
Œuvres principales
- Masters of Evolution
- In Deep
- Analogue Men
- The World and Thorinn
- The Man in the Tree

Damon Francis Knight, né le 19 septembre 1922 à Baker City en Oregon et mort le 15 avril 2002  à Eugene en Oregon, est un écrivain, éditeur et critique de science-fiction et de fantasy américain.

## Biographie
Né dans l'Oregon, il quitte la maison familiale à l'âge de 19 ans pour se rendre à New York, où il devient membre du groupe The Futurians, en compagnie, entre autres, d'Isaac Asimov et de Frederik Pohl. Il publie sa première nouvelle, Resilience, en 1941.
Avant d'être reconnu comme auteur, il est d'abord célèbre comme critique littéraire. Sa première critique, parue dans un fanzine, à propos du roman Le Monde des Ā de A. E. van Vogt a un impact considérable sur le roman et est souvent citée comme la critique la plus virulente dans le domaine (« Van Vogt est un pygmée qui utilise une machine à écrire géante »). Van Vogt, loin de s'en offusquer, prédit au contraire au jeune homme, à la lecture de son style, une « carrière littéraire brillante ». Knight saura l'en remercier le moment venu en écrivant L'Arbre du temps, nouvelle d'inspiration tout à fait van vogtienne et clin d'œil de « pro ».
En attendant, il commente d'autres romans pour de nombreux magazines et est généralement considéré comme le premier critique de science-fiction. Il reçoit d'ailleurs un prix Hugo en 1956 pour une compilation de ses critiques.
Son premier roman, Hell's Pavement traduit en français sous le nom  Le Pavé de l'Enfer, est publié en 1955. En 1965, il fonde la Science Fiction and Fantasy Writers of America (SFWA), dont il est le premier président jusqu'en 1967. Il est également cofondateur du National Fantasy Fan Federation, des Milford Writers' Conference (avec Judith Merril et James Blish) et du Clarion Writers Workshop.
En 1966 il publie le Nebula Award Stories 1 et crée le prix Nebula.
En 1971, il écrit une biographie de Charles Fort. Toutefois, sa principale activité sera l'édition, en particulier celle de l'anthologie Orbit, dont plus de 20 volumes ont déjà été publiés.
Le Livre d'or de la science-fiction : Damon Knight, anthologie française recensant ses meilleurs récits, paraît en 1987.
En 1994, la SFWA lui décerne le Grand Master Award pour souligner l'ensemble de son œuvre. À son décès, ce prix est renommé prix Damon-Knight Memorial Grand Master en son honneur.
Le grand public connaît notamment son œuvre par le biais de la série télévisée La Quatrième Dimension, laquelle, pour l'un de ses plus célèbres épisodes, s'inspire de la nouvelle To Serve Man (Pour servir l'homme, reprise dans plusieurs anthologies).
Il est l'époux de Kate Wilhelm, également auteur de science-fiction.

## Appréciation sur Damon Knight
Dans sa préface à la nouvelle Passagers figurant dans le recueil Le Chemin de la nuit, Robert Silverberg déclare notamment : « (…) En janvier 1967, j'ai placé une nouvelle auprès de la personne qui était sans doute le directeur d'ouvrage le plus difficile, le plus querelleur et le plus exigeant de son époque : Damon Knight, célèbre pour ses attaques aussi précises que féroces contre tout ce qui est négligence en S-F. Il avait lancé une série d'anthologies originales intitulée Orbit. Vendre une nouvelle à Damon me semblait un défi à relever. (…) » 

## Œuvres
(liste non exhaustive)

### Romans
- 1955 : Le Pavé de l'enfer (Hell's Pavement, également publié sous le nom Analogue Men) - Presses Pocket Science-fiction no 5131, 1982
- 1958 : VOR (en collaboration avec James Blish)
- 1959 : Masters of Evolution
- 1959 : Tout et n'importe quoi ((en) The People Maker, également publié sous le nom A for anything)
- 1961 : The Sun Saboteurs
- 1963 : In Deep
- 1963 : L'Arbre du temps ((en) The Tree of Time, )
- 1964 : Passée la barrière du temps (Beyond the Time Barrier) également publié sous le nom The tree of time
- 1965 : Permutation mentale ((en) Mind Switch') - Futurama (Presses de la Cité) no 25, 1979
- 1965 : Off Centre
- 1965 : The Rithian Terror
- 1970 : The Earth Quarter
- 1970 : World without Children
- 1980 : The World and Thorinn
- 1984 : Les Métamorphoses de Gene Anderson ((en) The Man in the Tree) - Galaxie-bis no 122, 1985
- 1991 : Double Meaning
- 1991 : God's Nose
- 1992 : Why Do Birds
- 1996 : Humpty Dumpty: An Oval

### Quelques nouvelles
- Sans éclat…, 1953 ((en) Not with a Bang, 1950)Titré également En douce et En silence
- Comment servir l'homme, 1953 ((en) To Serve Man, 1950)Titré également Pour servir l'homme
- Un accouchement pas comme les autres
, 1954 ((en) Special Delivery, 1954)Titrée également Une naissance tant attendue
- Tu ne tueras point, 1957 ((en) The Country of the Kind, 1956)
- Tout avoir…, 1959 ((en) A for Anything, 1957)
- Quelle apocalypse ?, 1959 ((en) What Rough Beast ?, 1959)
- Autodafé, 1965 ((en) Auto-da-Fe, 1961)
- La poussière chantera-t-elle tes louanges ?, 1975 ((en) Shall the Dust Praise Thee ?, 1967)
- Masques, 1973 ((en) Masks, 1968)

### Autres écrits
- The Futurians (mémoire et histoire)
- In Search of Wonder (revues choisies et critiques)
- Turning Points (éditeur pour l'anthologie critique)
- Orbit (en) (éditeur)

## Autres médias
- 1962 : La Quatrième Dimension -"Comment servir l'homme"
- 1954 : Captain Video and His Video Rangers (série tv)